# Образование в Петрозаводске

## XX век
Количество учебных заведений и численность учащихся в Петрозаводске в 1914 году:
- Губернская мужская гимназия, 353 ученика.
- Мариинская женская гимназия, 396 учениц.
- Духовная православная семинария, 261 ученик.
- Учительская семинария, 151 ученик.
- Низшее техническое училище судовых машинистов, 87 учеников.
- Духовное мужское училище, 196 учеников.
- Епархиальное женское училище, 366 учениц.
- Фельдшерско-акушерская школа, 55 учеников и 19 учениц.
- Высшее начальное училище, 146 учеников.
- Три приходских училища, мужских и женских — 368 учеников и 324 ученицы.
- Образцовое училище при учительской семинарии, 84 ученика и 21 ученица.
- Образцовое училище при духовной семинарии, 20 учеников.
- Образцовое при епархиальном женском училище — 20 учеников и 37 учениц.
- Шесть церковноприходских школ двухклассных и одноклассных, мужских и женских — 230 учеников и 370 учениц.
- Школа при Николаевском детском приюте — 47 учениц.
- Школа при приюте мальчиков — 15 учеников.
- Евангелическо-лютеранская школа — 15 учеников и 9 учениц.
- Петрозаводская земская школа корзиноплетения — 9 учеников.
- Две низшие школы — 97 учеников и 116 учениц.
- Две воскресные школы — 16 учеников и 21 ученица.

Всего: 29 учебных заведений, 2123 учащихся мужского пола и 1726 женского.

## XXI век

### Дошкольное образование
В Петрозаводске по состоянию на 2022 год функционируют 86 детских садов.

### Общее образование
Система общего образования в городе Петрозаводске представляет собой Столичный образовательный округ Республики Карелия, который в 1999 году разделён на несколько полисистемных образовательных округов города.

### Дополнительное образование
Представлено 2 ДМШ и 1 детской хоровой школой , 4 ДЮСШ, 2 ДДТ, 1 художественной школой, 1 школой искусств («Детская школа искусств», по сути смешанная музыкальная и художественная школа), 1 детским театральным центром , станцией юннатов («Экостанция имени Кима Андреева»), детским технопарком «Кванториум Сампо»
В январе 1981 года открыта детская спортивная школа № 2

### Среднее образование
Система среднего образования в Петрозаводском городском округе представлена учреждениями начального и среднего профессионального образования. В Петрозаводске находится 16 средних учебных заведений. Среди них музыкальный колледж им. К. Э. Раутио, медицинский базовый колледж, кооперативный техникум, лесотехнический техникум, педагогический колледж, автотранспортный техникум, техникум городского хозяйства, речное училище (филиал университета имени адмирала Макарова), и колледж железнодорожного транспорта (филиал ПГУПС).

### Высшее образование
В городе расположены два высших учебных заведения (не считая филиалов вузов из других городов). Среди них самым крупным является Петрозаводский государственный университет, основанный в 1940 году. Карельская государственная педагогическая академия основана в 1931 году как институт, в 1996 году получил статус университета. В 2013 году КГПА признана неэффективным вузом и присоединена к Петрозаводскому государственному университету. Также в Петрозаводске действует Петрозаводская государственная консерватория им. Глазунова.

### Послевузовское образование
Послевузовское образование осуществляют Карельский научный центр РАН и Петрозаводский государственный университет.